# Real Love (John Lennon)
Real Love è una canzone scritta dal musicista rock inglese John Lennon. Il brano risale al 1979, ma fu ignorato fino al 1988, quando è stato utilizzato nella colonna sonora  del documentario Imagine: John Lennon e poi rielaborato dai Beatles nel 1996.

## Storia
Real Love è stato successivamente rielaborato dai tre restanti membri dei Beatles (Paul McCartney, George Harrison e Ringo Starr) all'inizio del 1995, come è avvenuto anche per un altro brano incompleto di Lennon, Free as a Bird. Real Love fu pubblicato come singolo dei Beatles nel 1996 nel Regno Unito, Stati Uniti e in molti altri paesi, ed è stato il brano d'apertura dell'album Anthology 2. È 'l'ultima "nuova" canzone dei Beatles accreditata come originale e inclusa in un album.
La canzone raggiunse la posizione numero quattro e numero 11 nel Regno Unito e Stati Uniti, rispettivamente. Il brano non è stato incluso nella lista di brani alla BBC Radio 1, suscitando le critiche dei fan e dei membri del Parlamento britannico. Dopo l'uscita di Free as a Bird e Real Love, Starr ha commentato: «La registrazione delle nuove canzoni non si sentiva affatto artificiosa, si sentiva molto naturale ed è stato molto divertente, e troppo emozionante, a volte. Ma è stata l'ultima, davvero. Non c'è niente altro che possiamo fare come Beatles».

## Formazione

### John Lennon
- John Lennon - voce, chitarra acustica, piano

### The Beatles
The Beatles
- John Lennon - voce, pianoforte
- Paul McCartney - armonie vocali, cori, basso, chitarra acustica
- George Harrison - armonie vocali, cori, chitarra solista, chitarra acustica
- Ringo Starr - batteria, percussioni

Crediti
- The Beatles & Jeff Lynne - produttore